# Año Mundial de las Comunicaciones
1983 fue proclamado Año Mundial de las Comunicaciones mediante la resolución 36/40 adoptada por la Asamblea General de las Naciones Unidas el 19 de noviembre de 1981. La propuesta fue impulsada por la Unión Internacional de Telecomunicaciones (UIT), organismo encargado de coordinar las actividades del año, y contó con el apoyo del Consejo Económico y Social de las Naciones Unidas.
La proclamación reconocía la importancia de la infraestructura de las comunicaciones como un factor clave para el desarrollo económico y social, particularmente en los países en desarrollo, y tenía como objetivo estimular el crecimiento de estas capacidades. También se buscó proporcionar un marco para que las naciones analizaran sus políticas de comunicación, fortalecieran la cooperación internacional y promovieran un desarrollo equitativo en el acceso a la tecnología.

## Actividades y alcance
Este año se caracterizó por diversas iniciativas orientadas a resaltar el papel de las telecomunicaciones en el desarrollo económico y social. Entre las acciones implementadas se incluyó el impulso a la creación y mejora de infraestructuras nacionales y regionales de comunicación. Estas actividades estuvieron dirigidas a mejorar el acceso a la tecnología en distintas regiones del mundo, con un enfoque particular en los países en desarrollo, que en ese momento enfrentaban limitaciones en sus capacidades de comunicación.
Las campañas de sensibilización jugaron un papel crucial durante el año. Los gobiernos, los planificadores y el público general fueron informados sobre las oportunidades que ofrecían las nuevas tecnologías de comunicación. Este esfuerzo buscó garantizar que las decisiones sobre la adopción de tecnologías fueran tomadas de manera informada y racional, promoviendo un uso eficiente y sostenible de los recursos.
La financiación de las actividades se estructuró a través de un fondo especial administrado por la UIT, compuesto por contribuciones voluntarias de gobiernos, organizaciones internacionales y actores del sector privado. Los recursos fueron dirigidos a proyectos en regiones prioritarias, con énfasis en el fortalecimiento de la infraestructura en países con mayores carencias tecnológicas.
Adicionalmente, se fomentó la formulación de políticas globales de comunicación, integrando estrategias nacionales e internacionales que garantizaran el acceso universal a los servicios de telecomunicaciones. Se alentó a los Estados miembros y a las organizaciones no gubernamentales a participar activamente en las actividades del año, asegurando una coordinación efectiva entre los programas nacionales y regionales.